# Вилалунга (Павија)
Вилалунга је насеље у Италији у округу Павија, региону Ломбардија.
Према процени из 2011. у насељу је живело 89 становника. Насеље се налази на надморској висини од 83 м.